# Prainea limpato

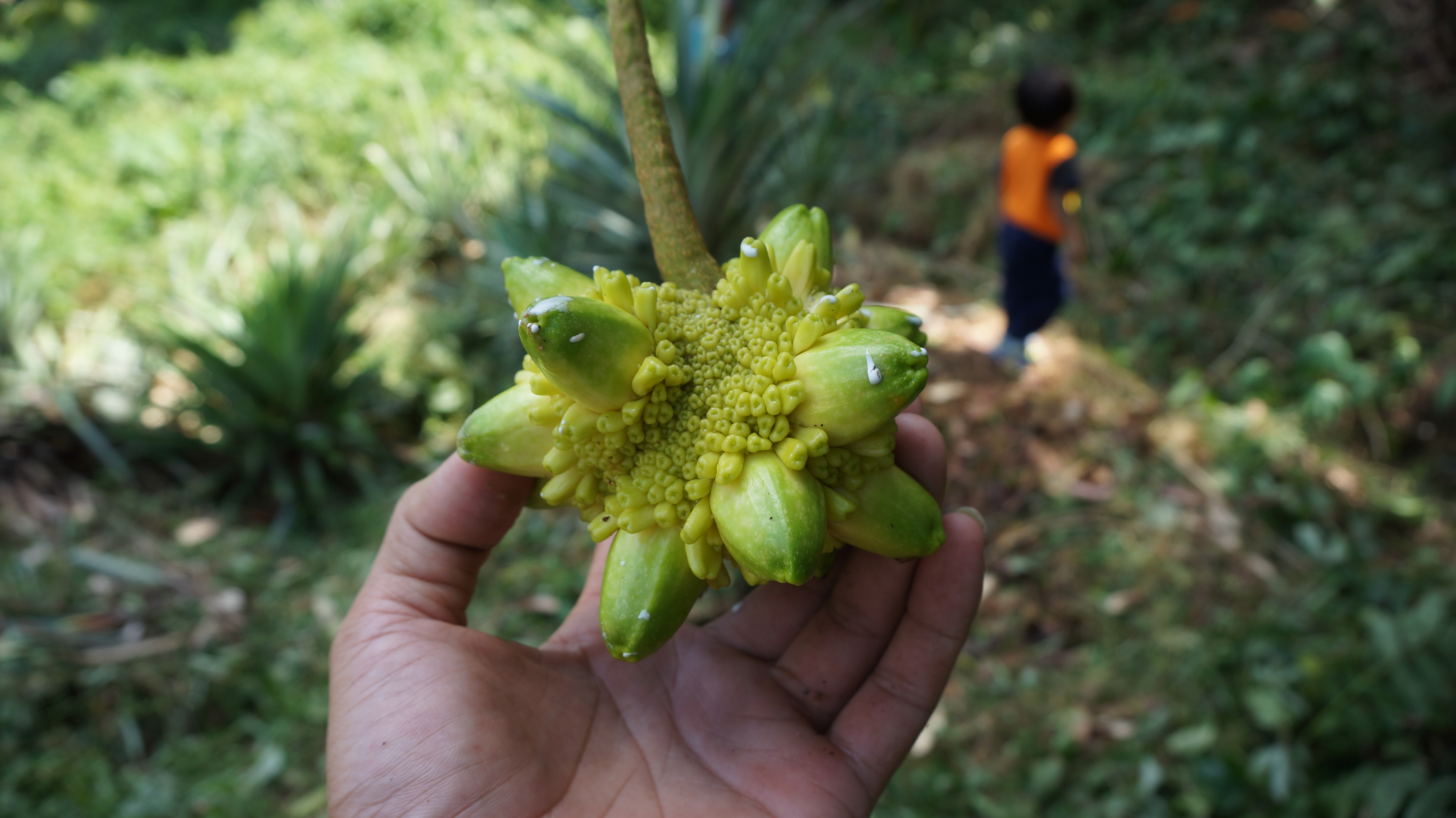
Unreifer Fruchtverband

Prainea limpato ist ein Baum in der Familie der Maulbeergewächse aus Malaysia, dem nördlicheren Indonesien, Neuguinea bis zu den Salomonen.

## Beschreibung
Prainea limpato wächst als immergrüner Baum bis über 30 Meter hoch. Der Stammdurchmesser erreicht über 60 Zentimeter. Der Baum führt einen Milchsaft, Latex.
Die einfachen und kurz gestielten Laubblätter sind wechselständig. Der Blattstiel ist fast kahl und etwa 1–3 Zentimeter lang. Die ganzrandigen, ledrigen, verkehrt-eiförmigen, -eilanzettlichen bis elliptischen, länglichen, bespitzten bis zugespitzten oder geschwänzten, fast kahlen Blätter sind bis über 30 Zentimeter lang. Die Spreite ist an der Basis spitz bis abgerundet oder leicht, schwach herzförmig und manchmal auf den Adern fein behaart. Die minimalen Nebenblätter sind abfallend.
Prainea limpato ist zweihäusig diözisch. Es werden achselständige, kleine, rundliche und vielblütige Köpfchen gebildet. Die weiblichen etwas größeren Köpfchen sind meist einiges länger gestielt. Die grünlichen, kleinen, röhrigen und eingeschlechtlichen Blüten stehen jeweils mit keulen- bis schildförmigen, etwa blütenlangen Tragblättern zusammen. Die männlichen Blüten besitzen ein kurzes Staubblatt, die weiblichen, etwas längeren Blüten einen oberständigen Fruchtknoten mit kurzem Griffel und zwei zungenförmigen Narbenästen.
Es werden eiförmige bis ellipsoide, bis 2,5 Zentimeter lange, gelbe bis orange-rötliche, fast kahle, einsamige, steinfruchtartige Früchte (Anthocarp, fruchtendes Perianth) gebildet die zu mehreren (bis 20) in einem 5–6 Zentimeter großen, ungewöhnlichen, etwa rundlichen Fruchtverband (Scheinfrucht) mit vielen unentwickelten, grün-gelben Blüten zusammenstehen bzw. sind daraus vorstehend. Die Fruchtverbände sind ähnlich wie jene von Phytocrene-Arten.

## Verwendung
Die angenehm schmeckenden Früchte sind essbar.
Das harte Holz ist beständig.